# Pallacanestro Cantù 2020-2021
Questa voce raccoglie le informazioni riguardanti la Pallacanestro Cantù nelle competizioni ufficiali della stagione 2020-2021.

## Stagione
La stagione 2020-2021 della Pallacanestro Cantù sponsorizzata Acqua San Bernardo-Cinelandia, è la 64ª nel massimo campionato italiano di pallacanestro, la Serie A.
Per la composizione del roster si decise di confermare la scelta della formula del 6+6, con 6 giocatori stranieri provenienti da qualsiasi paese e 6 giocatori di formazione italiana.

## Organigramma societario
Aggiornato al 25 novembre 2020.
- Presidente: Roberto Allievi
- Vicepresidenti: Sergio Paparelli, Angelo Passeri, Walter Sgnaolin
- Amministratore Delegato: Andrea Mauri
- Consiglieri: Antonio Biella, Gioacchino Pantoni
- General Manager: Daniele Della Fiori
- Segretario Generale: Luca Rossini
- Sviluppo Palasport e Partnership: Alberto Beretta
- Team Manager: Diego Fumagalli
- Responsabile Comunicazione: Alessandro Palermo
- Digital Specialist: Walter Gorini
- Addetto Arbitri: Carlino Cattaneo

- Allenatore: Piero Bucchi
- Assistenti: Marco Gandini, Antonio Visciglia
- Consulente Tecnico: Bruno Arrigoni
- Preparatore Atletico: Oscar Pedretti
- Responsabile Medico: Federico Casamassima
- Medico: Fabrizio Orsenigo
- Fisioterapisti: Andrea Lanzi, Paolo Maino, Marco Mascheroni, Emanuele Taiana
- Ortopedico: Marco Camagni

## Roster
Aggiornato al 25 novembre 2020.
| Acqua San Bernardo-Cinelandia Cantù 2020-21 | Acqua San Bernardo-Cinelandia Cantù 2020-21 |
| Giocatori                                   | Staff tecnico                               |
| ------------------------------------------- | ------------------------------------------- |

| N. | Naz.                                   | Ruolo | Nome                  | Anno | Alt.   | Peso   |  |
| -- | -------------------------------------- | ----- | --------------------- | ---- | ------ | ------ |  |
| 0  | Stati Uniti (bandiera)                 | G     | Frank Gaines          | 1990 | 191 cm | 88 kg  |  |
| 1  | Stati Uniti (bandiera)                 | AG    | Donte Thomas          | 1996 | 201 cm | 104 kg |  |
| 2  | Stati Uniti (bandiera)                 | P     | Jaime Smith           | 1989 | 190 cm | 83 kg  |  |
| 3  | Stati Uniti (bandiera)                 | C     | Sha'markus Kennedy    | 1998 | 203 cm | 100 kg |  |
| 8  | Stati Uniti (bandiera)                 | G     | James Woodard         | 1994 | 191 cm | 83 kg  |  |
| 9  | Italia (bandiera)                      | G     | Gabriele Procida      | 2002 | 198 cm | 82 kg  |  |
| 10 | Stati Uniti (bandiera)                 | AG    | Maarty Leunen         | 1985 | 206 cm | 98 kg  |  |
| 11 | Italia (bandiera)                      | AP    | Andrea La Torre (C)   | 1997 | 202 cm | 101 kg |  |
| 13 | Regno Unito (bandiera)                 | C     | Kavell Bigby-Williams | 1995 | 211 cm | 113 kg |  |
| 18 | Italia (bandiera)                      | P     | Tommaso Lanzi         | 2002 | 185 cm |        |  |
| 22 | Stati Uniti (bandiera)                 | P     | Jazz Johnson          | 1996 | 178 cm | 86 kg  |  |
| 23 | Camerun (bandiera) · Italia (bandiera) | AC    | Jordan Bayehe         | 1999 | 204 cm | 96 kg  |  |
| 25 | Italia (bandiera)                      | G     | Biram Baparapè        | 1997 | 190 cm | 83 kg  |  |
| 32 | Italia (bandiera)                      | GA    | Andrea Pecchia        | 1997 | 197 cm | 90 kg  |  |
| 36 | Italia (bandiera)                      | G     | Simone Caglio         | 2002 | 187 cm | 81 kg  |  |
| 36 | Italia (bandiera)                      | C     | Dejan Bresolin        | 2003 | 204 cm |        |  |
| 77 | Croazia (bandiera)                     | C     | Ivica Radić           | 1990 | 208 cm | 111 kg |  |

| Allenatore                                                                                      |
| - Cesare Pancotto (fino al 25 gennaio) - Piero Bucchi (dal 26 gennaio)                          |
| Assistente/i                                                                                    |
| - Marco Gandini - Antonio Visciglia Legenda - (C) Capitano - (IN) Inattivo - Infortunato Roster |

1. 1 2 3  Arrivato durante il corso della stagione
2. 1 2 3  Ceduto durante il corso della stagione
3. 1 2 3  Aggregato alla prima squadra dalle giovanili

## Mercato

### Sessione estiva
| Acquisti | Acquisti           | Acquisti          | Acquisti       | Acquisti   |
| R.       | Nome               | da                | Data           | Modalità   |
| -------- | ------------------ | ----------------- | -------------- | ---------- |
| A        | Donte Thomas       | Donar Groningen   | 22 giugno 2020 | svincolato |
| AC       | Jordan Bayehe      | Stella Azzurra    | 27 giugno 2020 | svincolato |
| C        | Sha'markus Kennedy | McNeese Cowboys   | 4 luglio 2020  | svincolato |
| P        | Jaime Smith        | Dinamo Sassari    | 11 luglio 2020 | svincolato |
| G        | James Woodard      | Bayreuth          | 16 luglio 2020 | svincolato |
| AG       | Maarty Leunen      | Fortitudo Bologna | 21 luglio 2020 | svincolato |
| P        | Jazz Johnson       | Nevada Wolf Pack  | 29 luglio 2020 | svincolato |

| Cessioni | Cessioni           | Cessioni         | Cessioni         | Cessioni       |
| R.       | Nome               | a                | Data             | Modalità       |
| -------- | ------------------ | ---------------- | ---------------- | -------------- |
| C        | Kevarrius Hayes    | ASVEL            | 6 giugno 2020    | fine contratto |
| A        | Jason Burnell      | Dinamo Sassari   | 12 giugno 2020   | fine contratto |
| P        | Wes Clark          | Strasburgo       | 25 giugno 2020   | fine contratto |
| C        | Alessandro Simioni | Basket Ravenna   | 25 giugno 2020   | fine contratto |
| P        | Joe Ragland        | Hapoel Eilat     | 1 agosto 2020    | fine contratto |
| G        | Rodney Purvis      | Bergamo B. 2014  | 9 agosto 2020    | fine contratto |
| C        | Il’ja Boev         | Robur Varese     | 16 novembre 2020 | prestito       |
| AG       | Jeremiah Wilson    | Al-Ittihad Gedda | 5 dicembre 2020  | fine contratto |
| G        | Cameron Young      | Free agent       |                  | fine contratto |

### Dopo l'inizio della stagione
| Acquisti | Acquisti              | Acquisti      | Acquisti         | Acquisti   |
| R.       | Nome                  | da            | Data             | Modalità   |
| -------- | --------------------- | ------------- | ---------------- | ---------- |
| C        | Kavell Bigby-Williams | F.W. Mad Ants | 14 dicembre 2020 | svincolato |
| G        | Frank Gaines          | Bnei Herzliya | 4 gennaio 2021   | svincolato |
| ALL      | Piero Bucchi          | Free agent    | 26 gennaio 2021  | svincolato |
| C        | Ivica Radić           | Włocławek     | 27 marzo 2021    | svincolato |

| Cessioni | Cessioni              | Cessioni       | Cessioni        | Cessioni    |
| R.       | Nome                  | a              | Data            | Modalità    |
| -------- | --------------------- | -------------- | --------------- | ----------- |
| G        | James Woodard         | Peristeri      | 19 gennaio 2021 | risoluzione |
| C        | Kavell Bigby-Williams | Anversa Giants | 11 marzo 2021   | rescissione |
| C        | Sha'markus Kennedy    | RASTA Vechta   | 1 aprile 2021   | rescissione |

## Risultati

### Serie A

#### Stagione regolare

##### Girone d'andata
| Arbitri: | Baldini (Firenze) Borgioni (Roma) Capotorto (Bari) |

|                                |            |                                         |
| Tessitori 13 Abass 12 Adams 11 | Punti      | 13 Kennedy, Smith 12 Johnson 8 La Torre |
| Teodosić 7                     | Assist     | 3 Johnson, Leunen, Smith                |
| Weems 6                        | Rimbalzi   | 8 Procida                               |
| Aleksandar Đorđević            | Allenatori | Cesare Pancotto                         |

| Arbitri: | Vicino (Bologna) Giovannetti (Papigno) Nicolini (Palermo) |

|                                        |            |                                         |
| Smith, Woodard 18 Kennedy 11 Pecchia 9 | Punti      | 18 Robinson 14 Cain 11 Filloy, Massenat |
| Smith 10                               | Assist     | 5 Filloy                                |
| Pecchia 7                              | Rimbalzi   | 15 Cain                                 |
| Cesare Pancotto                        | Allenatori | Jasmin Repeša                           |

| Arbitri: | Rossi (Sansepolcro) Perciavalle (Torino) Belfiore (Napoli) |

|                                 |            |                                 |
| Scola 29 Douglas 21 Jakovičs 11 | Punti      | 21 Thomas 15 Woodard 12 Johnson |
| Ruzzier 5                       | Assist     | 4 Leunen, Pecchia, Woodard      |
| Strautiņš 7                     | Rimbalzi   | 12 Thomas                       |
| Massimo Bulleri                 | Allenatori | Cesare Pancotto                 |

| Arbitri: | Lanzarini (Bologna) Quarta (Torino) Morelli (Brindisi) |

|                                           |            |                                |
| Johnson 15 Kennedy, Woodard 14 Pecchia 12 | Punti      | 15 Watt 14 De Nicolao 13 Tonut |
| Johnson, Woodard 4                        | Assist     | 6 De Nicolao                   |
| Kennedy 7                                 | Rimbalzi   | 8 Tonut                        |
| Cesare Pancotto                           | Allenatori | Walter De Raffaele             |

| Arbitri: | Martolini (Roma) Grigioni (Roma) Capotorto (Palestrina) |

|                                         |            |                                |
| Logan 23 Chillo, Russell 16 Mekowulu 14 | Punti      | 24 Johnson 15 Smith 13 Kennedy |
| Russell 9                               | Assist     | 7 Smith                        |
| Sokołowski 8                            | Rimbalzi   | 11 Pecchia                     |
| Massimiliano Menetti                    | Allenatori | Cesare Pancotto                |

| Arbitri: | Lanzarini (Bologna) Borgioni (Roma) Perciavalle (Torino) |

|                                  |            |                            |
| Kennedy 21 Johnson 15 Woodard 13 | Punti      | 17 Udanoh 13 Doyle 9 Henry |
| Leunen 5                         | Assist     | 4 Udanoh                   |
| Kennedy 11                       | Rimbalzi   | 11 Udanoh                  |
| Cesare Pancotto                  | Allenatori | Eugenio Dalmasson          |

| Arbitri: | Borgo (Grumolo delle Abbadesse) Di Francesco (Teramo) Pierantozzi (Ascoli Piceno) |

|                                           |            |                                 |
| Hommes 23 J. Williams 20 T.J. Williams 16 | Punti      | 15 Procida 13 Bayehe 10 Johnson |
| T.J. Williams 9                           | Assist     | 6 Leunen                        |
| Lee 14                                    | Rimbalzi   | 6 Woodard                       |
| Paolo Galbiati                            | Allenatori | Cesare Pancotto                 |

| Arbitri: | Begnis (Crema) Pepponi (Assisi) Belfiore (Napoli) |

|                                       |            |                                  |
| Smith 18 Johnson 12 Kennedy, Leunen 9 | Punti      | 24 Rodríguez 14 Hines 13 Shields |
| Leunen 5                              | Assist     | 6 Rodríguez                      |
| Leunen 8                              | Rimbalzi   | 12 LeDay                         |
| Cesare Pancotto                       | Allenatori | Ettore Messina                   |

| Arbitri: | Paternicò (Piazza Armerina) Nicolini (Palermo) Valzani (Martina Franca) |

|                                        |            |                                |
| Thomas 21 Kennedy, Smith 18 Procida 15 | Punti      | 19 Baldasso 15 Beane 14 Biordi |
| Smith 6                                | Assist     | 5 Baldasso, Beane              |
| Thomas 12                              | Rimbalzi   | 8 Baldasso, Biordi             |
| Cesare Pancotto                        | Allenatori | Piero Bucchi                   |

| Arbitri: | Giovannetti (Terni) Sardella (Rimini) Boninsegna (Milano) |

|                                |            |                                          |
| Perkins 23 Thompson 14 Bell 10 | Punti      | 17 Johnson 14 Kennedy, Woodard 12 Thomas |
| Thompson 9                     | Assist     | 3 Johnson, Leunen, Smith                 |
| Perkins 10                     | Rimbalzi   | 6 Woodard                                |
| Francesco Vitucci              | Allenatori | Cesare Pancotto                          |

| Arbitri: | Attard (Priolo Gargallo) Pepponi (Spello) Brindisi (Torino) |

|                                  |            |                                  |
| Williams 25 Sanders 17 Browne 14 | Punti      | 17 Johnson 13 Woodard 12 Pecchia |
| Browne 6                         | Assist     | 4 Thomas                         |
| Pascolo 7                        | Rimbalzi   | 13 Kennedy                       |
| Nicola Brienza                   | Allenatori | Cesare Pancotto                  |

| Arbitri: | Vicino (Bologna) Grigioni (Roma) Dori (Mirano) |

|                                  |            |                                 |
| Woodard 28 Johnson 26 Kennedy 14 | Punti      | 17 Burns 16 Vitali 15 Kalinoski |
| Johnson 6                        | Assist     | 10 Vitali                       |
| Kennedy 10                       | Rimbalzi   | 6 Burns                         |
| Cesare Pancotto                  | Allenatori | Maurizio Buscaglia              |

| Arbitri: | Bartoli (Trieste) Quarta (Torino) Pierantozzi (Ascoli Piceno) |

|                               |            |                                                   |
| Taylor 22 Elegar 14 Bostic 13 | Punti      | 15 Ja. Johnson 14 Kennedy, Smith 9 Bigby-Williams |
| Taylor 6                      | Assist     | 8 Leunen                                          |
| Elegar 10                     | Rimbalzi   | 12 Leunen                                         |
| Antimo Martino                | Allenatori | Cesare Pancotto                                   |

| Arbitri: | Mazzoni (Grosseto) Nicolini (Palermo) Vita (Ancona) |

|                               |            |                             |
| Woodard 12 Kennedy 10 Smith 9 | Punti      | 19 Totè 18 Banks 11 Withers |
| Leunen 6                      | Assist     | 6 Baldasso, Banks           |
| Leunen 6                      | Rimbalzi   | 9 Hunt, Withers             |
| Cesare Pancotto               | Allenatori | Luca Dalmonte               |

| Arbitri: | Vicino (Bologna) Paglialunga (Taranto) Brindisi (Torino) |

|                                |            |                                        |
| Bilan 27 Bendžius 26 Spissu 12 | Punti      | 23 Gaines 21 Smith 14 Johnson, Procida |
| Spissu 7                       | Assist     | 7 Gaines                               |
| Bilan 12                       | Rimbalzi   | 5 Gaines, Leunen                       |
| Gianmarco Pozzecco             | Allenatori | Cesare Pancotto                        |

##### Girone di ritorno
| Arbitri: | Bartoli (Trieste) Pepponi (Assisi) Valzani (Martina Franca) |

|                                      |            |                                |
| Gaines 24 Bigby-Williams 21 Smith 19 | Punti      | 25 Gamble 17 Teodosić 13 Weems |
| Smith, Thomas 4                      | Assist     | 12 Teodosić                    |
| Bigby-Williams 11                    | Rimbalzi   | 6 Gamble, Ricci                |
| Cesare Pancotto                      | Allenatori | Aleksandar Đorđević            |

| Arbitri: | Begnis (Crema) Bettini (Bologna) Vita (Ancona) |

|                                         |            |                                            |
| Cain, Delfino 19 Drell 17 Filipovity 16 | Punti      | 24 Procida 13 Johnson 12 Thomas            |
| G. Robinson 9                           | Assist     | 2 Johnson, Pecchia, Procida, Smith, Thomas |
| Cain 8                                  | Rimbalzi   | 9 Bigby-Williams                           |
| Jasmin Repeša                           | Allenatori | Cesare Pancotto                            |

| Arbitri: | Lanzarini (Bologna) Quarta (Torino) Grigioni (Roma) |

|                               |            |                                   |
| Smith 18 Gaines 17 Procida 16 | Punti      | 18 De Nicolao 17 De Vico 14 Scola |
| Smith 9                       | Assist     | 6 Ruzzier                         |
| Leunen 9                      | Rimbalzi   | 11 Scola                          |
| Piero Bucchi                  | Allenatori | Massimo Bulleri                   |

| Arbitri: | Martolini (Roma) Bettini (Bologna) Brindisi (Torino) |

|                                       |            |                                         |
| Daye 15 Watt 13 Campogrande, Tonut 11 | Punti      | 23 Gaines 16 Bayehe 10 Johnson, Procida |
| De Nicolao 8                          | Assist     | 4 Smith                                 |
| Stone 11                              | Rimbalzi   | 11 Bayehe                               |
| Walter De Raffaele                    | Allenatori | Piero Bucchi                            |

| Arbitri: | Rossi (Sansepolcro) Sardella (Rimini) Bongiorni (Pisa) |

|                                       |            |                                            |
| Gaines 22 Smith 14 Johnson, Pecchia 9 | Punti      | 20 Sokołowski 14 Logan, Russell 9 Mekowulu |
| Smith 6                               | Assist     | 4 Russell, Sokołowski                      |
| Leunen 8                              | Rimbalzi   | 10 Akele                                   |
| Piero Bucchi                          | Allenatori | Massimiliano Menetti                       |

| Arbitri: | Giovannetti (Papigno) Paglialunga (Taranto) Dori (Mirano) |

|                                            |            |                              |
| Henry 20 Delía, Fernández 13 Laquintana 12 | Punti      | 30 Smith 14 Gaines 9 Johnson |
| Delía, Doyle 4                             | Assist     | 3 Leunen, Smith              |
| Henry 12                                   | Rimbalzi   | 6 Leunen                     |
| Eugenio Dalmasson                          | Allenatori | Piero Bucchi                 |

| Arbitri: | Lanzarini (Bologna) Borgo (Dueville) Boninsegna (Milano) |

|                              |            |                               |
| Gaines 24 Smith 17 Bayehe 16 | Punti      | 19 Hommes 15 Cournooh 13 Mian |
| Leunen 7                     | Assist     | 12 Poeta                      |
| Bayehe 13                    | Rimbalzi   | 8 J. Williams                 |
| Piero Bucchi                 | Allenatori | Paolo Galbiati                |

| Arbitri: | Martolini (Roma) Quarta (Torino) Pierantozzi (Ascoli Piceno) |

|                                            |            |                               |
| Datome, Shields 12 Brooks 11 Moraschini 10 | Punti      | 12 Bayehe 10 Johnson 9 Thomas |
| Rodríguez 4                                | Assist     | 4 Pecchia                     |
| Shields 6                                  | Rimbalzi   | 10 Pecchia                    |
| Ettore Messina                             | Allenatori | Christian Di Giuliomaria      |

| Arbitri: | Attard (Priolo Gargallo) Pepponi (Spello) Brindisi (Torino) |

|                                              |            |                                            |
| Smith 15 Procida, Radić, Thomas 12 Johnson 6 | Punti      | 13 Visconti, Willis 12 Perkins 11 Krubally |
| Leunen 5                                     | Assist     | 11 Thompson                                |
| Radić, Thomas 7                              | Rimbalzi   | 6 Bell                                     |
| Antonio Visciglia                            | Allenatori | Francesco Vitucci                          |

| Arbitri: | Lanzarini (Bologna) Quarta (Torino) Galasso (Siena) |

|                              |            |                                        |
| Smith 23 Gaines 21 Thomas 11 | Punti      | 28 Williams 11 Sanders 10 Browne, Maye |
| Smith 5                      | Assist     | 5 Browne                               |
| Procida 9                    | Rimbalzi   | 14 Williams                            |
| Piero Bucchi                 | Allenatori | Emanuele Molin                         |

| Arbitri: | Rossi (Sansepolcro) Di Francesco (Teramo) Perciavalle (Torino) |

|                                                 |            |                               |
| Vitali 14 Kalinoski 10 Burns, Chery, Crawford 9 | Punti      | 28 Gaines 19 Smith 11 Pecchia |
| Vitali 7                                        | Assist     | 6 Leunen                      |
| Burns 6                                         | Rimbalzi   | 9 Leunen                      |
| Maurizio Buscaglia                              | Allenatori | Piero Bucchi                  |

| Arbitri: | Lo Guzzo (Catanzaro) Martolini (Roma) Nicolini (Roma) |

|                                |            |                                       |
| Gaines 19 Leunen 15 Pecchia 13 | Punti      | 20 Taylor 13 Koponen, Lemar 10 Elegar |
| Smith 6                        | Assist     | 3 Johnson, Taylor                     |
| Pecchia, Radić 7               | Rimbalzi   | 11 Elegar                             |
| Piero Bucchi                   | Allenatori | Attilio Caja                          |

| Arbitri: | Sahin (Messina) Bartoli (Trieste) Borgioni (Palermo) |

|                                |            |                               |
| Banks 20 Aradori 17 Withers 13 | Punti      | 22 Gaines 17 Radić 10 Procida |
| Aradori, Fantinelli 5          | Assist     | 6 Pecchia                     |
| Aradori, Withers 6             | Rimbalzi   | 10 Radić                      |
| Luca Dalmonte                  | Allenatori | Piero Bucchi                  |

| Arbitri: | Paglialunga (Taranto) Sardella (Rimini) Pierantozzi (Ascoli Piceno) |

|                                |            |                              |
| Gaines 43 Pecchia 13 Thomas 12 | Punti      | 25 Spissu 17 Bilan 16 Treier |
| Johnson 9                      | Assist     | 6 Katić                      |
| Thomas 8                       | Rimbalzi   | 9 Bilan                      |
| Piero Bucchi                   | Allenatori | Edoardo Casalone             |

#### Andamento in campionato
| Giornata  | 1  | 2 | 3 | 4 | 5 | 6  | 7  | 8  | 9  | 10 | 11 | 12 | 13 | 14 | 15 | 16 | 17 | 18 | 19 | 20 | 21 | 22 | 23 | 24 | 25 | 26 | 27 | 28 | 29 | 30 |
| --------- | -- | - | - | - | - | -- | -- | -- | -- | -- | -- | -- | -- | -- | -- | -- | -- | -- | -- | -- | -- | -- | -- | -- | -- | -- | -- | -- | -- | -- |
| Luogo     | T  | C | T | C | T | C  | T  | C  | C  | T  | T  | C  | T  | C  | T  | C  | T  | C  | T  | C  | T  | C  | T  | T  | C  | C  | T  | C  | T  | C  |
| Risultato | S  | V | V | S | S | V  | S  | S  | V  | S  | S  | S  | V  | S  | S  | S  | S  | V  | S  | V  | S  | V  | S  | -  | S  | S  | V  | S  | S  | V  |
| Posizione | 15 | 9 | 5 | 9 | 9 | 12 | 10 | 14 | 11 | 12 | 12 | 13 | 14 | 14 | 14 | 14 | 14 | 14 | 14 | 14 | 14 | 13 | 14 | 15 | 15 | 15 | 15 | 15 | 15 | 15 |

Fonte:  Acqua S.Bernardo Cantù - Stagione 2020/2021 , su web.legabasket.it, LegaBasket.
Legenda:

Luogo: C = Casa; T = Trasferta. Risultato: V = Vittoria; S = Sconfitta.
- = Turno di riposo.
Note
La partita della nona giornata è stata successivamente annullata in seguito al ritiro dal campionato della Virtus Roma

### Supercoppa italiana

#### Fase a gironi
| Arbitri: | Mazzoni (Grosseto) Quarta (Torino) Brindisi (Torino) |

|                                       |            |                               |
| Punter 17 Datome, Hines 14 Moretti 11 | Punti      | 16 Kennedy 15 Leunen 14 Smith |
| Rodríguez 10                          | Assist     | 7 Smith                       |
| Hines, Tarczewski 5                   | Rimbalzi   | 12 Kennedy                    |
| Ettore Messina                        | Allenatori | Cesare Pancotto               |

| Arbitri: | Paternicò (Piazza Armerina) Nicolini (Palermo) Boninsegna (Milano) |

|                                  |            |                               |
| Pecchia 18 Kennedy 12 Woodard 11 | Punti      | 16 Burns 12 Crawford 11 Chery |
| Leunen 4                         | Assist     | 6 Vitali                      |
| Kennedy 7                        | Rimbalzi   | 11 Burns                      |
| Cesare Pancotto                  | Allenatori | Vincenzo Esposito             |

| Arbitri: | Begnis (Crema) Morelli (Brindisi) Pepponi (Assisi) |

|                                |            |                                  |
| Johnson 16 Leunen 10 Kennedy 8 | Punti      | 17 Punter 16 LeDay 14 Tarczewski |
| Thomas 3                       | Assist     | 5 Cinciarini, Rodríguez          |
| Kennedy 9                      | Rimbalzi   | 7 LeDay, Shields, Tarczewski     |
| Cesare Pancotto                | Allenatori | Ettore Messina                   |

| Arbitri: | Borgo Boninsegna (Milano) Capotorto (Bari) |

|                                            |            |                              |
| Scola 26 Jakovičs 11 Andersson, De Vico 10 | Punti      | 26 Smith 11 Leunen 9 Kennedy |
| Ruzzier 6                                  | Assist     | 6 Smith                      |
| De Vico 8                                  | Rimbalzi   | 9 Smith                      |
| Attilio Caja                               | Allenatori | Cesare Pancotto              |

| Arbitri: | Bartoli (Trieste) Paglialunga (Taranto) Giovannetti (Papigno) |

|                                                |            |                                   |
| Thomas 20 Johnson, Smith 11 Leunen, Pecchia 10 | Punti      | 26 Scola 14 Douglas 11 De Nicolao |
| Smith 5                                        | Assist     | 6 Ruzzier                         |
| Thomas 7                                       | Rimbalzi   | 5 Douglas, Scola                  |
| Cesare Pancotto                                | Allenatori | Vincenzo Cavazzana                |

| Arbitri: | Lanzarini (Bologna) Bongiorni (Pisa) Dori (Mirano) |

|                                 |            |                                         |
| Chery 20 Crawford 15 Burns 12   | Punti      | 16 Johnson 13 Thomas 9 Kennedy, Woodard |
| Chery, Vitali 5                 | Assist     | 5 Johnson                               |
| Ancellotti, Kalinoski, Vitali 5 | Rimbalzi   | 10 Kennedy                              |
| Vincenzo Esposito               | Allenatori | Cesare Pancotto                         |

## Statistiche

### Statistiche di squadra
Aggiornate al 17 dicembre 2020.
| Competizione        | Punti | In casa | In casa | In casa | In casa | In casa | In trasferta | In trasferta | In trasferta | In trasferta | In trasferta | Totale | Totale | Totale | Totale | Totale | Totale |
| Competizione        | Punti | G       | V       | P       | Ptf     | Pts     | G            | V            | P            | Ptf          | Pts          | G      | V      | P      | Ptf    | Pts    | Diff.  |
| ------------------- | ----- | ------- | ------- | ------- | ------- | ------- | ------------ | ------------ | ------------ | ------------ | ------------ | ------ | ------ | ------ | ------ | ------ | ------ |
| Serie A             | 18    | 14      | 6       | 8       | 1125    | 1151    | 14           | 3            | 11           | 1054         | 1162         | 28     | 9      | 19     | 2179   | 2313   | -134   |
| Totale Serie A      | 14    | 14      | 6       | 8       | 1125    | 1151    | 14           | 3            | 11           | 1054         | 1162         | 28     | 9      | 19     | 2179   | 2313   | -134   |
| Supercoppa italiana | -     | 3       | 1       | 2       | 218     | 250     | 3            | 0            | 3            | 226          | 273          | 6      | 1      | 5      | 444    | 523    | -79    |
| Totale              | -     | 17      | 7       | 10      | 1343    | 1401    | 17           | 3            | 14           | 1280         | 1435         | 34     | 10     | 24     | 2623   | 2836   | -213   |

### Statistiche dei giocatori

#### Serie A
Aggiornate al 10 maggio 2021.
| Nome                  | G  | Pun | Min | Falli | Falli | Tiri da 2 | Tiri da 2 | Tiri da 2 | Tiri da 3 | Tiri da 3 | Tiri da 3 | Tiri Liberi | Tiri Liberi | Tiri Liberi | Rimbalzi | Rimbalzi | Rimbalzi | Stop | Stop | Palle | Palle | Ass | Val | OER   | +/-  |
| Nome                  | G  | Pun | Min | C     | S     | R         | T         | %         | R         | T         | %         | R           | T           | %           | O        | D        | T        | D    | S    | P     | R     | Ass | Val | OER   | +/-  |
| --------------------- | -- | --- | --- | ----- | ----- | --------- | --------- | --------- | --------- | --------- | --------- | ----------- | ----------- | ----------- | -------- | -------- | -------- | ---- | ---- | ----- | ----- | --- | --- | ----- | ---- |
| Jazz Johnson          | 28 | 304 | 694 | 62    | 56    | 55        | 127       | 43.3      | 51        | 127       | 40.2      | 41          | 43          | 95.3        | 6        | 51       | 57       | 0    | 8    | 48    | 12    | 76  | 237 | 0.914 | -80  |
| Jaime Smith           | 21 | 302 | 603 | 42    | 81    | 50        | 96        | 52.1      | 41        | 106       | 38.7      | 79          | 84          | 94.0        | 8        | 28       | 36       | 0    | 5    | 49    | 12    | 95  | 314 | 1.020 | -83  |
| Frank Gaines          | 13 | 290 | 408 | 41    | 71    | 44        | 88        | 50.0      | 40        | 120       | 33.3      | 82          | 94          | 87.2        | 8        | 42       | 50       | 1    | 6    | 33    | 18    | 21  | 235 | 0.993 | -14  |
| Andrea Pecchia        | 28 | 178 | 684 | 50    | 49    | 60        | 109       | 55.0      | 10        | 42        | 23.8      | 28          | 36          | 77.8        | 17       | 130      | 147      | 2    | 8    | 47    | 23    | 57  | 262 | 0.817 | -29  |
| Gabriele Procida      | 28 | 178 | 435 | 27    | 25    | 34        | 66        | 51.5      | 31        | 80        | 38.8      | 17          | 27          | 63.0        | 24       | 47       | 71       | 4    | 9    | 18    | 9     | 18  | 163 | 0.927 | -108 |
| Sha'markus Kennedy    | 20 | 178 | 414 | 35    | 36    | 72        | 134       | 53.7      | 1         | 3         | 33.3      | 31          | 42          | 73.8        | 27       | 62       | 89       | 35   | 7    | 33    | 7     | 17  | 212 | 0.841 | -35  |
| Donte Thomas          | 25 | 176 | 537 | 41    | 38    | 51        | 101       | 50.5      | 18        | 53        | 34.0      | 20          | 42          | 47.6        | 49       | 63       | 112      | 3    | 7    | 31    | 13    | 32  | 188 | 0.839 | -74  |
| James Woodard         | 13 | 161 | 370 | 28    | 36    | 30        | 71        | 42.3      | 30        | 75        | 40.0      | 11          | 21          | 52.4        | 7        | 38       | 45       | 0    | 3    | 19    | 11    | 28  | 135 | 0.907 | 18   |
| Maarty Leunen         | 26 | 158 | 672 | 58    | 34    | 15        | 28        | 53.6      | 35        | 91        | 38.5      | 23          | 28          | 82.1        | 15       | 123      | 138      | 2    | 3    | 41    | 16    | 101 | 273 | 0.903 | -55  |
| Jordan Bayehe         | 28 | 119 | 443 | 72    | 58    | 44        | 93        | 47.3      | 0         | 5         | 0.0       | 31          | 51          | 60.8        | 26       | 55       | 81       | 15   | 5    | 20    | 14    | 11  | 127 | 0.659 | -63  |
| Andrea La Torre       | 17 | 51  | 146 | 22    | 9     | 9         | 17        | 52.9      | 9         | 22        | 40.9      | 6           | 8           | 75.0        | 0        | 13       | 13       | 2    | 2    | 11    | 4     | 11  | 32  | 0.646 | -93  |
| Kavell Bigby-Williams | 7  | 45  | 105 | 10    | 11    | 16        | 32        | 50.0      | 0         | 0         | 0.0       | 13          | 19          | 68.4        | 16       | 19       | 35       | 5    | 4    | 6     | 3     | 2   | 59  | 0.683 | -31  |
| Ivica Radić           | 6  | 39  | 108 | 14    | 17    | 17        | 42        | 40.5      | 0         | 3         | 0.0       | 5           | 9           | 55.6        | 11       | 22       | 33       | 2    | 0    | 8     | 1     | 3   | 41  | 0.469 | -18  |
| Biram Baparapè        | 0  | 0   | 0   | 0     | 0     | 0         | 0         | 0.0       | 0         | 0         | 0.0       | 0           | 0           | 0.0         | 0        | 0        | 0        | 0    | 0    | 0     | 0     | 0   | 0   | 0.000 | 0    |
| Tommaso Lanzi         | 3  | 0   | 4   | 0     | 0     | 0         | 1         | 0.0       | 0         | 1         | 0.0       | 0           | 0           | 0.0         | 1        | 0        | 1        | 0    | 1    | 0     | 0     | 0   | -2  | 0.000 | 0    |
| Simone Caglio         | 1  | 0   | 1   | 0     | 0     | 0         | 0         | 0.0       | 0         | 0         | 0.0       | 0           | 0           | 0.0         | 0        | 0        | 0        | 0    | 0    | 0     | 0     | 0   | 0   | 0.000 | -5   |
| Dejan Bresolin        | 1  | 0   | 1   | 0     | 0     | 0         | 0         | 0.0       | 0         | 0         | 0.0       | 0           | 0           | 0.0         | 0        | 0        | 0        | 0    | 0    | 0     | 0     | 0   | 0   | 0.000 | 0    |